# Prekariat
Prekariat ist die Bezeichnung der Soziologie für eine Gruppierung, die durch Unsicherheit im Hinblick auf die Art der Erwerbstätigkeit ihrer Mitglieder gekennzeichnet ist. Die Bewertung dieser Unsicherheit als prekär akzentuiert den Aspekt, dass Lebensverhältnisse schwierig sind, bedroht werden oder zum sozialen Abstieg führen können. Mit dem Begriff Prekariat werden Gruppierungen bezeichnet, die aufgrund ihrer Lebensumstände sozial abgestiegen sind bzw. von sozialem Abstieg und von Ausgrenzung bedroht sind, wobei diejenigen Eigenschaften und Tendenzen betont werden, welche die Gruppe als prekär darstellen. Eine einzelne Person des Prekariats wird als Prekarier bezeichnet.

## Etymologie
Prekariat ist ein neues Wort, welches eine Mischung aus dem Adjektiv prekär und dem Begriff Proletariat darstellt. Das Adjektiv prekär hat die Bedeutung unsicher, weil widerruflich. Der Begriff Proletariat wurde von Karl Marx geprägt. Er definierte mit diesem Begriff die Angehörigen der Arbeiterklasse. In die deutsche Sprache kam das Adjektiv prekär während der napoleonischen Zeit aus dem französischen Wort précaire, das vom lateinischen precarius (‚bittweise erlangt‘) und precari (‚flehentlich bitten‘) abstammt.
Im römischen Recht war ein Prekarium die unentgeltliche Überlassung einer beweglichen oder unbeweglichen Sache auf jederzeitigen freien Widerruf durch den Eigentümer. Ein Vertragsverhältnis zwischen dem Eigentümer und dem Nutzer (Prekaristen) wurde durch die Überlassung nicht begründet. Der Prekarist konnte die Sache gebrauchen oder nutzen, doch musste er jederzeit mit einem Widerruf rechnen. Insofern war ein precarium eine Bittleihe, abgeleitet vom Wort preces in seiner Bedeutung als Bitte.

## Geschichte
Die Idee, eine sozial als niedrig eingestufte Gruppierung als Prekariat zu bezeichnen, ist an sich alt: Hierzu zählten zum Beispiel unehrliche Berufe, Lumpenproletariat, sozial Verachtete. Die Idee geht auf eine Konzeption von Amadeo Bordiga zurück, nach der sich das während der industriellen Revolution sowie in der Zeit der Industrialisierung entstehende Proletariat als Leute ohne Mittel definieren musste. Prekariat gilt heute als eine neue Konzeption der post-industriellen Gesellschaftswissenschaften. Der italienische Politologe Alex Foti hat hierzu die These aufgestellt: „Das Prekariat ist in der post-industriellen Gesellschaft, was das Proletariat in der Industriegesellschaft war.“ Laut Michael Sandel allerdings droht auch „prekäres Leben in der Mittelklasse“.
Die Soziologen Robert Castel und Klaus Dörre erkennen in dem Phänomen einer Wiederkehr sozialer Unsicherheiten die Tatsache, dass die soziale Frage zu Beginn des 21. Jahrhunderts wieder aufgetaucht ist. 2018 kam eine Studie im Auftrag der Hans-Böckler-Stiftung zu dem Ergebnis, dass etwa ein Achtel der deutschen Erwerbstätigen in Verhältnissen lebt, die als prekär bezeichnet werden können. Zuvor hatte sich in den vergangenen Jahrzehnten des 20. Jahrhunderts in den westeuropäischen Volkswirtschaften ein hoher ökonomischer Wohlstand entwickeln können. Auf der Basis starker Wachstumsperioden nach dem Zweiten Weltkrieg entstand für die damals vorherrschenden Normalarbeitsverhältnisse ein System kollektiver Absicherungen: Hierzu zählen insbesondere Flächentarifverträge, Sozialgesetze, gesetzliche Rentenversicherungen und das Arbeitsrecht.

## Definition
Prekäre Lebenslagen sind nicht in jedem Fall mit Armut gleichzusetzen. Mit dem Begriff wird meist ein Zwischenzustand zwischen (unsicherem) Wohlstand und (drohender) Armut bezeichnet, der zumindest subjektiv so empfunden wird.

### Prekariat
2006 entwarf die Friedrich-Ebert-Stiftung ein Bild des Prekariats: Die Prekarier sind in diesem Forschungskontext die Repräsentanten einer neuen Unterschicht der Abgehängten und Aussichtslosen. Sie können mit den Beschleunigungen kapitalistischer Modernität nicht Schritt halten und sind wohlfahrts- und sozialpolitisch behandlungsbedürftige Modernisierungsverlierer. Der Zugang zu stabiler Beschäftigung auf dem Arbeitsmarkt ist ihnen auf Grund individueller oder auch nachfragebedingter (struktureller) Defizite verwehrt. Sie verfügen oft über keine ökonomisch verwertbaren Bildungsabschlüsse, ihre Sozialbeziehungen sind nicht gefestigt oder entsprechen nicht den Vorstellungen der sie beobachtenden, versorgenden und regulierenden Mittelklasse. Häufig sind Menschen mit augenscheinlich guter Berufsausbildung, darunter auch Akademiker, gezwungen, den Zugang zu guter Arbeit in prekären Beschäftigungsverhältnissen zu suchen, in denen sie verharren und ins Prekariat absteigen. Die Orientierung der Prekarier an Leistung, Fortkommen und Disziplin lässt aus der normativen Perspektive der Mehrheitsgesellschaft zu wünschen übrig. Spezifische Erwerbsbiographien und Mentalitäten der Abkoppelung vom gesellschaftlichen Ganzen sind die Folge. Der entscheidende Unterschied zwischen Prekariat und Proletariat ist freilich, dass den Prekariern politisch nichts zugetraut wird. Bei ihnen handelt es sich um eine anonymisierte, zersplitterte Masse, ein Exemplum der „negativen Individualisierung“, die „in Begriffen des Mangels – Mangel an Ansehen, Sicherheit, gesicherten Gütern und stabilen Beziehungen – durchdekliniert werden kann.“

### Prekäre Arbeit

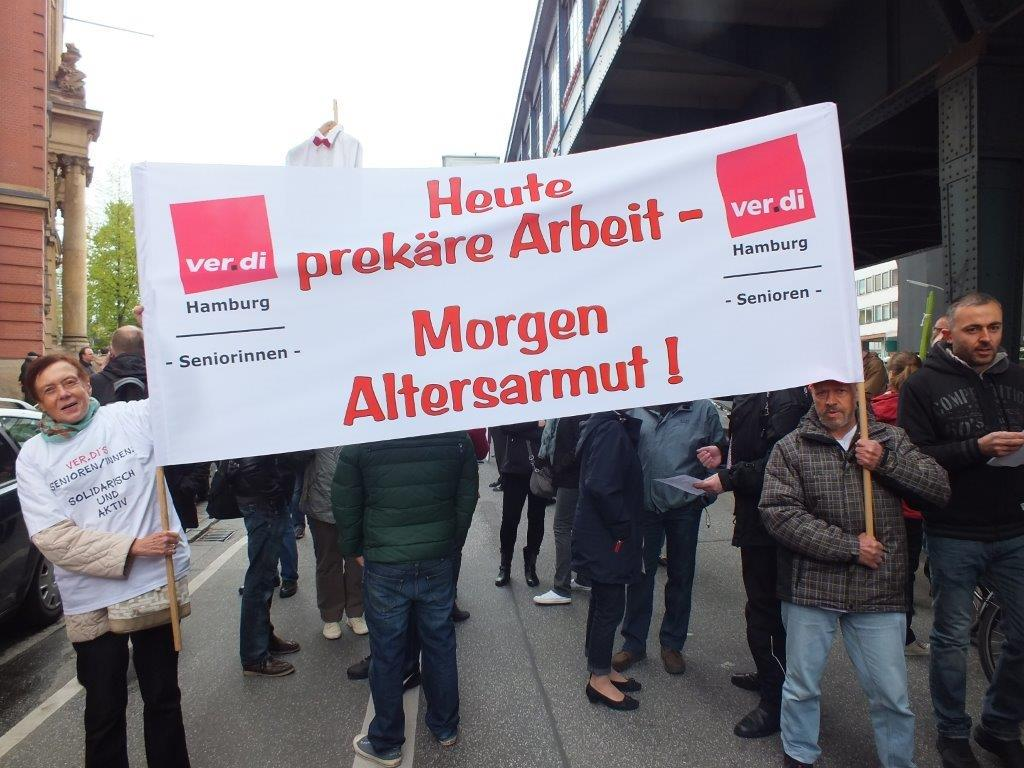
Ver.di-Senioren 1. Mai 2015 Hamburg

Nach einer Definition der Internationalen Arbeitsorganisation liegt eine prekäre Beschäftigung dann vor, wenn der Erwerbsstatus eine nur geringe Sicherheit des Arbeitsplatzes sowie wenig Einfluss auf die konkrete Ausgestaltung der Arbeitssituation gewährt, der arbeitsrechtliche Schutz lediglich partiell gegeben ist und die Chancen auf eine materielle Existenzsicherung durch die betreffende Arbeit eher schlecht sind.
Eine in Jena ansässige Forschungsgruppe hat 2008 eine ähnlich lautende Definition prekärer Beschäftigung vorgelegt: Danach kann ein Erwerbsverhältnis als prekär bezeichnet werden, wenn die dort Beschäftigten im Einkommensniveau, in der kollektiven Absicherung und in der betrieblichen Integration unterhalb des gegenwärtig und mehrheitlich anerkannten Standards liegen. Diese Lage geht einher mit einem Verlust an Sinnhaftigkeit, sozialer Anerkennung und Planungssicherheit. Bezogen wird demnach eine solche Definition auf normale Standards wie zum Beispiel die Standards eines Normalarbeitsverhältnisses. Diese Definition verwischt jedoch den Unterschied zur Armut.
Der Schweizer Gewerkschafter Alessandro Pelizzari, der den jeweiligen individuellen Umgang mit der Unsicherheit prekär Beschäftigter untersucht hat, legt ebenfalls vier Merkmale für prekäre Arbeitssituationen fest:
1. Geringe Arbeitsplatzsicherheit, die nur mit einem kurzfristigen Zeithorizont verbunden ist;
2. mangelnder Einfluss auf die Arbeitssituation und ausbleibende betriebliche Integration;
3. fehlender Schutz durch sozial- und arbeitsrechtliche Normen;
4. schwierige Existenzsicherung infolge eines niedrigen Einkommensniveaus.

Diese vier Merkmale gelten generell für die große Zahl der Arbeitnehmerüberlassungen, die deswegen zum Prekariat gerechnet werden und deren Anzahl tendenziell steigend ist.
Das Statistische Bundesamt unterscheidet atypische und prekäre Beschäftigung. Unter atypischer Beschäftigung werden beim Statistischen Bundesamt alle abhängigen Beschäftigungsverhältnisse verstanden, die eines oder mehrere der folgenden Merkmale aufweisen:
- Befristung,
- geringfügige Beschäftigung,
- Teilzeitbeschäftigung mit 20 oder weniger Stunden
- Zeitarbeitsverhältnis.

Prekäre Beschäftigung kann mit atypischer Beschäftigung einhergehen, ist mit dieser aber nicht gleichzusetzen. Beschäftigungsverhältnisse werden beim Statistischen Bundesamt als prekär bezeichnet, wenn sie nicht geeignet sind, auf Dauer den Lebensunterhalt einer Person sicherzustellen oder deren soziale Sicherung zu gewährleisten. Bei der Einstufung einer Erwerbstätigkeit als prekär sind auch persönliche Lebensumstände des Erwerbstätigen, wie der bisherige Verlauf des Arbeitslebens und der Haushaltskontext, zu beachten. Nicht jede Erwerbstätigkeit, die nicht im Rahmen eines Normalarbeitsverhältnisses stattfindet, birgt also die Gefahr in sich, dass der auf diese Weise Erwerbstätige dauerhaft ins Prekariat abzusteigen droht, bzw. ist Ausdruck dafür, dass das bereits geschehen ist.
Der britische Wirtschaftswissenschaftler Guy Standing sieht im Prekariat eine neu entstehende soziale Klasse. Als Antwort darauf vertritt Standing die Auffassung, dass alle Bürger ein Recht auf sozial vererbten Reichtum haben sollen in Form eines Existenzgelds.

### Gefühlte Prekarisierung

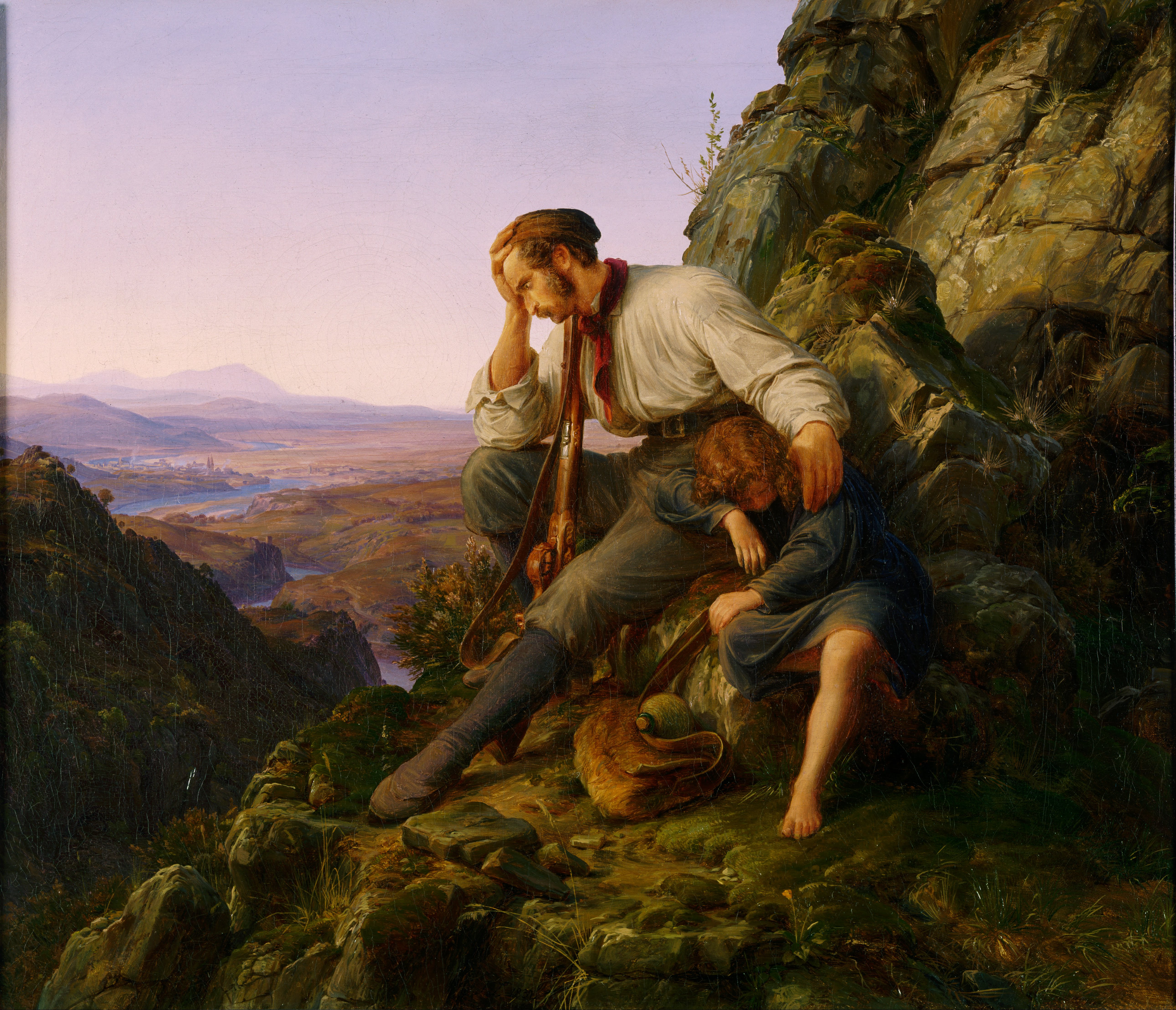
Carl Friedrich Lessing: Der Räuber und sein Kind, 1832, Philadelphia Museum of Art – spätromantische Reflexion einer Vater-Kind-Beziehung unter prekären Lebensumständen

Schon Georg Simmel erkannte, dass es für die Zugehörigkeit zu den „Armen“ keine objektiven Referenzwerte gibt. Armut misst sich an schichtspezifischen Erwartungshorizonten. In einer prekarisierten Situation sieht sich heute oft jemand, der eine Verschlechterung seiner Situation gegenüber diesem Erwartungshorizont feststellt oder auch nur befürchtet. Dafür muss die Beschäftigungslage keinesfalls prekär sein; es kann sich auch um eine nur relative Verschlechterung der Einkommenssituation handeln. Eine verunsicherte Mittelschicht sorgt sich besonders um den Erhalt ihres Status und neigt zu Abstiegs- und Prekarisierungsängsten, auch wenn das nicht aus berufsbiographischen Fakten folgt.

### Prekarisierung als Herrschaftsmechanismus
Pierre Bourdieu hat darauf hingewiesen, dass Prekarisierung als Strategie der Verbreitung von Unsicherheit und Verhinderung der Zukunft ein Herrschaftsmechanismus ist, der Handlungsfähigkeit zerstört und dazu führt, dass etablierte und angestrebte Normen der Lebensführung als nicht mehr erlebbar erfahren werden. Dies erzeugt die Furcht vor Stigmatisierung und Abwertung durch andere bzw. die Selbststigmatisierung und freiwillige Kontaktreduktion, die zur weiteren Vereinzelung der Individuen führt. Gleichzeitig besteht die über die Wohnungsmarkt oder über Eingriffe von Behörden, die die Wohnraumbewirtschaftung regulieren, vermittelte Tendenz, dass Menschen in prekären Lebenslagen sozialräumlich segregiert und kontrolliert werden.

## Typologien
Auf der Grundlage empirischer Forschungen hat Klaus Dörre gemeinsam mit Kollegen der Friedrich-Schiller-Universität Jena sowie des Recklinghäuser Forschungsinstitutes Arbeit, Bildung, Partizipation (FIAB) eine Typologie der Erwerbsarbeit entwickelt, die er in drei Zonen einteilt:
1. Zone der Entkoppelung
2. Zone der Integration
3. Zone der Prekarität

Zur Zone der Prekarität zählen die Autoren erstens prekäre Beschäftigung als eine temporäre Integration (die Hoffenden), zweitens als ein dauerhaftes Arrangement (die Realistischen) und drittens als eine entschärfte Möglichkeit (die Zufriedenen). Diese Unterteilung der Prekaritätszone erlaubt es, auch Erwerbstätige einzubeziehen, die zwar in keinem abhängigen Beschäftigungsverhältnis stehen, gleichwohl in ihrer Existenz bedroht sein können. Dadurch wird der Kreis in folgender Weise erweitert:
- freie Mitarbeiter (Freelancer)
- Gewerbetreibende (gewerbesteuerpflichtige selbständige Betätigung)
- Selbständige

### Akademisches Prekariat
In diesem Zusammenhang weist Dörre darauf hin, dass drei Viertel der ca. 106.000 wissenschaftlichen Mitarbeiter an deutschen Hochschulen nur befristet beschäftigt sind (siehe auch: Akademischer Mittelbau). Hier werden anspruchsvolle Arbeitstätigkeiten innerhalb unsicherer Rahmenbedingungen geleistet. Eine Zuspitzung der Situation trat auch im Zuge mehrerer Hochschulreformen um die 1990er Jahre (Abbau von Festanstellungen im akademischen Mittelbau), „Hochschulaufbau Ost“ nach der Wiedervereinigung und durch den „Bologna-Prozess“ auf. Zudem erhalten immer mehr akademische Mitarbeiter für eine Vollzeittätigkeit an Hochschulen lediglich Teilzeit- oder unterdotierte Hilfskraftverträge oder sind gezwungen, ihre Arbeit bei auslaufenden Stellenmitteln auch ohne bezahlte Anstellung weiterzuleisten („akademisches Prekariat“).

### Bildungsprekariat
Der Ausdruck Bildungsprekariat wird uneinheitlich gebraucht. So wurde damit einerseits vor allem eine Gruppierung bezeichnet, die bildungsfern, sozusagen „arm an Bildung“, ist. Andererseits wurde der Begriff für eine Gruppierung mit akademischen Abschlüssen bezeichnet. Diese ist in Abgrenzung zum akademischen Prekariat nicht in der wissenschaftlichen Lehre, sondern in der freien Wirtschaft befristet beschäftigt oder auf Sozialleistungen angewiesen, befindet sich also in finanziell prekären Verhältnissen trotz hoher Bildungsabschlüsse („arm trotz Bildung“).

### Andere Berufsgruppen
Nach Statistiken des Deutschen Gewerkschaftsbundes haben sich 2007 die als prekär bezeichneten Beschäftigungstypen weiter ausgebreitet: Verglichen mit 2003 gibt es doppelt so viele (650.000) Zeitarbeiter; 600.000 sind in einem Ein-Euro-Job; 440.000 Vollzeittätige auf Hartz IV angewiesen. 1,3 Mio. Menschen arbeiten als Aufstocker, wobei deren Zahl ansteigt. Im Juni 2010 gab es knapp über 1,4 Mio. Aufstocker in Deutschland.
Eine andere Typologie hat Berthold Vogel, Projektleiter am Hamburger Institut für Sozialforschung, auf der Grundlage von zwei qualitativen Studien aus den Jahren 2002/2003 sowie 2007/2008 entwickelt:
1. Arbeitsmarktdrifter
2. Jobnomaden
3. Pfadfinder

Bei dieser Einteilung wird allerdings eher das Wechselhafte der Erwerbsbiografie betont als das (vermutlich) dauerhaft deutlich unterdurchschnittliche Einkommen und Vermögen der Betroffenen.

## Arbeitsmarktpolitik
Verteidiger der Arbeitsgesellschaft wie Hans-Werner Sinn sehen Hauptursachen für die Entstehung prekärer Arbeits- und Lebensbedingungen in den Kartellen der Arbeitsplatzbesitzenden und im Konservatismus der Gewerkschaften. Der entscheidende Hebel zur Vermeidung von prekärer Arbeit sei die Flexibilisierung der Arbeitsverhältnisse. Besser gesagt böten prekäre Arbeitverhältnisse Outsidern einen Einstieg in den Arbeitsmarkt. Kritiker der fordistischen Lohnarbeitsgesellschaft deuten die Existenz prekärer Arbeit als Indiz einer zunehmenden Spaltung des Arbeitsmarktes und der Tatsache, dass die Lohnarbeit ihre Funktion als das Zentrum der Lebenstätigkeit verliert. Letztere These findet sich in ähnlicher Form bereits 1984 bei Claus Offe mit der These von der Spaltung von Kernbelegschaften und Peripherie, von geschützten und atypischen Arbeitsverhältnissen.
Die im August 2002 von der Kommission Moderne Dienstleistungen am Arbeitsmarkt im sogenannten Hartz-Konzept vorgelegten und dann realisierten Maßnahmen sind ein Teil der jüngsten Geschichte des deutschen Prekariats: Diese Maßnahmen haben partiell arbeitsrechtliche Begrenzungen gelockert und vielfältige Beschäftigungs- und Statusformen neu geschaffen. Diese Neuausrichtung der staatlichen Arbeitsmarktpolitik hat die Leitlinie einer Sicherungspolitik verlassen und zur anwachsenden Instabilität und Unsicherheit im Erwerbsleben beigetragen.

## Unterschichtsstudie
Nach der im Dezember 2006 veröffentlichten Studie der Friedrich-Ebert-Stiftung Gesellschaft im Reformprozess gehören zum Prekariat die Untergruppen des abgehängten Prekariats, die autoritätsorientierten Geringqualifizierten sowie ein Teil der selbstgenügsamen Traditionalisten. Die Studie nennt für das abgehängte Prekariat die Zahl von 6,5 Millionen Deutschen (das entspricht acht Prozent der Gesamtbevölkerung). Frank Karl von der Friedrich-Ebert-Stiftung betonte, dass der Begriff „Neue Unterschicht“ in der Studie nicht vorkomme. Dennoch diskutierten die Massenmedien diese Studie schon vor ihrer Veröffentlichung unter dem Titel Unterschichtsstudie.

## Rezeption
Der Entstehung des Prekariats wird u. a. in der aus dem Jahr 2022 stammenden Dokumentation Arm trotz Arbeit – Die Krise der Mittelschicht nachgegangen.

## Varia
Im Jahr 2006 wählte die Gesellschaft für deutsche Sprache den Begriff Prekariat auf Platz 5 für das Wort des Jahres.